# Werner Schiffauer
Werner Schiffauer (* 6. Dezember 1951 in Lichtenfels) ist ein deutscher Kulturwissenschaftler, Ethnologe, Publizist und ehemaliger Vorstandsvorsitzender des Rats für Migration. Er lehrte bis zu seiner Emeritierung im Juli 2017 Vergleichende Kultur- und Sozialanthropologie an der Europa-Universität Viadrina in Frankfurt (Oder). Schiffauer betreibt eine Anthropologie industrieller, spätmoderner Gesellschaften mit Arbeitsschwerpunkten auf den Problemkreisen Identität, Wissen sowie Macht und Disziplinierung bzw. allgemein Macht-Wissens-Komplexen im foucault'schen Sinne.

## Wissenschaftlicher Werdegang
Nach dem Abitur 1971 in Selb begann Schiffauer 1973 das Doppelstudium Diplompädagogik und Ethnologie an der FU Berlin. Er selbst spricht im Rückblick von seiner „Sponti“-Vergangenheit. 1976/77 verbrachte er einen Auslandsaufenthalt an der Universität Ankara. 1980 folgte das Diplom im Fach Erziehungswissenschaft mit der Arbeit: „Die kulturelle Situation türkischer Jugendlicher und das Problem der Jugenddelinquenz“. 1987 wurde er an der FU Berlin im Fach Ethnologie mit der Dissertation über das „Weltbild und Selbstverständnis der Bauern von Subay – Eine Ethnographie“ bei Fritz W. Kramer und Lothar Krappmann promoviert. 1991 erfolgte die Habilitation im Fach Kulturanthropologie und Europäische Ethnologie. 1993 wurde er Professor für europäische Ethnologie an der HU Berlin und wechselte 1995 auf den Lehrstuhl für Vergleichende Kultur- und Sozialanthropologie der Europa-Universität Viadrina in Frankfurt (Oder).
In den Jahren 1986 bis 1993 führte Schiffauer eine Langzeituntersuchung des „Kalifatsstaats“, der islamistischem Gemeinde des Cemaleddin Kaplan, durch. Die Untersuchung behandelt die Faszination, welche die politische Theologie am Ende des 20. Jahrhunderts ausstrahlen kann. In der Studie werden insbesondere die Strategien der Erzeugung narrativer, sozialer und biographischer Plausibilität in radikalen politischen Bewegungen analysiert. Die Ergebnisse sind im Jahr 2000 unter dem Titel „Die Gottesmänner. Türkische Islamisten in Deutschland. Eine Studie zur Herstellung religiöser Evidenz“ im Suhrkamp Verlag erschienen.
1995 entwickelte Schiffauer zusammen mit Gerd Baumann, Steven Vertovec und Riva Kastoriyano das Projekt „Staat-Schule-Ethnizität“. Bei dem von der VW Stiftung geförderten Kooperationsprojekt zwischen dem Research Center Religion and Society (Amsterdam), dem Institute of Social and Cultural Anthropology (Oxford), dem CERI (Paris) und dem Lehrstuhl für Vergleichende Kultur- und Sozialanthropologie der Europa-Universität Viadrina wurde die Rolle der Schule für die Konstitution von Minderheitenidentitäten in England, Frankreich, den Niederlanden und Deutschland untersucht. Die Vergleichsgruppe stellte die türkische Minderheit dar. Das Projekt wurde im September 1999 abgeschlossen. Die Ergebnisse wurden 2002 auf Deutsch im Waxmann Verlag und 2004 auf Englisch bei Berghahn Books veröffentlicht.
2002 verfasste Schiffauer für die Ausländerbeauftragte des Senats von Berlin die Schrift „Migration und Kulturelle Differenz“, die einige Ergebnisse seiner empirischen Arbeiten zwischen 1995 und 2001 enthält. Schwerpunkt dieser für eine allgemeine Leserschaft verfasste Schrift sind Aushandlungsprozesse von Normen und Werten in der ersten, zweiten und dritten Generation von Einwanderern nach Deutschland.
Während bei der Studie zum Kalifatsstaat Dynamiken der Radikalisierung im Zentrum stehen, behandelt die Langzeitstudie (in den Jahren 2000 bis 2009) zur Islamischen Gemeinde Millî Görüş Prozesse der Deradikalisierung. Schiffauer zeigt anhand einer dichten Beschreibung, wie in der ehemals islamistischen Gemeinde eine postislamistische zweite Generation herangewachsen ist und Führungspositionen übernommen hat. Schiffauer kommt neben anderem zu dem Ergebnis, dass diese postislamistische Generation mit dem Dualismus zwischen „dem Westen“ und „dem Islam“ gebrochen hat, der den klassischen Islamismus auszeichnet. Für sie sei die Logik der Übersetzung an die Stelle der Logik der Konfrontation getreten. Das Buch wurde in der taz unter dem Titel „Der Ethnologe und seine Boygroup“ vom Journalisten Eberhard Seidel scharf kritisiert.
2004 erhielt Schiffauer den „Falaturi Friedenspreis für Dialog und Toleranz“ der „Gesellschaft muslimischer Sozial- und Geisteswissenschaftler e. V.“ Weiterhin ist Schiffauer Mitherausgeber des Migrationsreportes 2006, an dem er zum zweiten Mal nach 2004 mitgearbeitet hat. Er gehört von 2008 bis 2012 dem Sachverständigenrat deutscher Stiftungen für Integration und Migration an.
Zudem ist Schiffauer gemeinsam mit Stephan Lanz wissenschaftlicher Leiter des internationalen Projekts Global prayers. Redemption and Liberation in the City, in dem Wissenschaftler und Künstler gemeinsam in Form von Konferenzen, Forschungen und Publikationen sich mit dem Phänomen erstarkener religiöser Bewegungen in Metropolen auseinandersetzen. Das Projekt wurde initiiert durch metroZones. Center for Urban Affairs und wird zudem getragen von dem Haus der Kulturen der Welt (Berlin) und der Europa-Universität Viadrina (Frankfurt/Oder). Es untersucht Auswirkungen religiöser Bewegungen auf die Kultur, die Ökonomie und das Alltagsleben von Metropolen.
Werner Schiffauer ist korrespondierendes Mitglied des Institut für Migrationsforschung und Interkulturelle Studien an der Universität Osnabrück.

## Standpunkte
Schiffauer postuliert unter anderem, dass erst die zweite Generation der eingewanderten Muslime Sympathien für die hierarchische und im Grunde an westlichen Maßstäben geschulte Lesart des Koran gehabt habe. Er unterstützt weiterhin die von Christian Ströbele aufgebrachte Forderung nach einem muslimischen Feiertag. Schiffauer ist gegen ein Verbot islamistischer Gruppen, auch wenn sie gewalttätig oder offen antisemitisch sind, da dadurch die offene Diskussion unter den Diaspora-Muslimen verhindert werde – und damit letztlich ihre Integration in die westliche Gesellschaft; der Islamismus etwa der türkischen Millî-Görüş-Gemeinde sei als amorpher kultureller Ausdruck eines religiösen Konservativismus zu betrachten. Er warnt auch davor, auf islamistische Gruppen panisch zu reagieren, denn dort gebe es eine doppelte Öffentlichkeit: Nach außen radikal, nach innen nicht; dies sei mit den Grünen in ihrer Frühphase vergleichbar. Schiffauer nimmt auch an, dass im Sinne eines „klammheimlichen kulturellen Rassismus“ der Antisemitismus von einem Antiislamismus abgelöst werde, dies dadurch, dass, im Sinne eines jüdisch-christlichen Erbes, der Gedanke von der Leitkultur auch auf Europa übertragen werde.

„Schiffauer schlug vor, die muslimischen Organisationen zu betrachten wie etwa die jüdische Gemeinde in den USA: fraktioniert in Liberale, Orthodoxe und Ultraorthodoxe, beschäftigt mit einem dauerhaften Reformkampf. Der Nachwuchs bemühe sich, die Alten zu ihrem Recht kommen zu lassen und gleichzeitig die Gemeinde an die Erfordernisse der Mehrheitsgesellschaft zu gewöhnen –‚ ähnlich wie heute die PDS oder die Grünen Anfang der Achtzigerjahre.“

In seiner ethnologische Fallstudie „Die Gottesmänner“ beschreibt Schiffauer detailliert die Geschichte der Gemeinde von Cemaleddin Kaplan, dem Vater des islamischen Fundamentalisten Metin Kaplan. Zitat: „Es sind nicht die immer wieder angeführten Modernisierungsverlierer, Ausgegrenzten und Unterprivilegierten, die zu Kaplan finden – im Gegenteil. In manchem erinnert seine Klientel an die Studenten hierzulande, die sich in den Siebzigerjahren zu den marxistisch-leninistischen Splittergruppen hingezogen fühlten.“

## Rezeption und Kritik
Die Islamwissenschaftlerin Ursula Spuler-Stegemann kritisierte Schiffauers Vergleich islamischer Gruppen mit den frühen Grünen oder Linken:

„Man kann aber die islamistischen Gruppen nicht mit den Grünen oder Linken vergleichen. So hat die türkische Millî Görüş, die größte islamistische Gemeinschaft in Deutschland, streng gefügte Hierarchien. Es mag dort an der Basis grummeln, aber an der undemokratischen Struktur und an der menschenrechtsfeindlichen Haltung der Spitze ändert sich dadurch nichts. Die Islamisten mit den Grünen und der PDS zu vergleichen, führt in die Irre.“

Der Islamwissenschaftler Michael Kiefer und der Journalist Eberhard Seidel widersprachen Schiffauers These einer Ablösung antisemitischer Gewalttaten durch solche mit antiislamischem Hintergrund. Es fehlten Belege dafür oder auch nur eine Zunahme antiislamischer Gewalt. Solange diese nicht vorgelegt würden, könne von Antiislamismus oder Islamfeindlichkeit keine Rede sein.
Kurz darauf jedoch unterstützte Mark Terkessidis im gleichen Blatt Schiffauers These tendenziell und nahm dabei auf Kiefer und Seidel Bezug: „Von einer Ablösung des Antisemitismus kann keine Rede sein. Mittlerweile werden antisemitische Stereotype aber auch auf ‚die Muslime‘ übertragen.“
2003 kritisierte Ralph Ghadban Schiffauers Plädoyer gegen ein Verbot islamistischer Organisationen und bezeichnet seine Sicht Hizb ut-Tahrirs als „verharmlosend“: Statt wie Schiffauer einen „antiisraelischen Diskurs“ sieht Ghadban dort Antisemitismus. Das Verbot sei daher richtig. Schiffauer setze unzulässig Islamisten und Islamreformer gleich: „Beide Strömungen, die islamistische und die reformistische, stellen zwei verschiedene Arten der Auseinandersetzung mit der Moderne dar. Die Islamisten übernehmen westliche totalitäre Ideologien und reproduzieren sie islamisch. Die Islamreformer versuchen ihre Tradition zu reformieren, um zur Demokratie zu gelangen.“ Auch stelle Schiffauer die deutsche Seite „tendenziös“ dar, indem er der „‚christlich-abendländlichen Wertegemeinschaft‘, die die Verantwortung für den Holocaust, den Kolonialismus, den Imperialismus und den Rassismus (zuschreibe und damit) ebenso kulturalistisch wie die Islamisten“ selbst argumentiere. Entgegen Schiffauers „Wunsch“ sieht Ghadban im organisierten Islam keinerlei Ansatz zur Überwindung des Islamismus.
2010 schrieb Susanne Schröter in einer Rezension in der FAZ zu Nach dem Islamismus: „Werner Schiffauer hat es zu seinem Programm erklärt, soziale Realitäten in ihrer Komplexität zu erkennen und diese Einsichten den Lesern seiner Bücher zu vermitteln. Mit seiner neusten Monographie ist ihm dies in bewundernswerter Weise gelungen. Man muss seinen Schussfolgerungen nicht in jedem Punkt zustimmen - dass seine Darstellung von Milli Görüs die Diskussion um den Islam und die Integration ungemein bereichert und bestens geeignet ist, Schwarzweißmalereien zu korrigieren, kann kaum bestritten werden.“ Und über Schiffauers Kritiker schreibt sie: „Diese Kritik ist wenig überzeugend. Wissenschaftlich betrachtet, ist nämlich weder an Schiffauers Methoden noch an den Schlussfolgerungen aus seinen empirischen Daten etwas auszusetzen.“

## Publikationen

### Bücher
- 1983: Die Gewalt der Ehre. Suhrkamp, Frankfurt am Main (komplett als PDF-Datei).
- 1983: Kulturelle Charakteristika als Bedingungen interkultureller Kommunikation – Die türkische Minderheit. Gutachten für die Regionalen Arbeitsstellen zur Förderung ausländischer Kinder und Jugendlicher (RAA). Essen; Weinheim und Basel 1986.
- 1987: Die Bauern von Subay – Das Leben in einem türkischen Dorf. Klett-Cotta, Stuttgart. ISBN 3-608-93119-8 (eingescannt als PDF).
- 1989: Hrsg. mit Christian Giordano, Heinz Schilling, Gisela Welz und Maritta Zimmermann: Kultur – anthropologisch. Eine Festschrift für Ina-Maria Greverus. Frankfurt am Main (Reihe Notizen, Schriftenreihe des Instituts für Kulturanthropologie und Europäische Ethnologie Frankfurt, Bd. 30), ISBN 3-923992-28-9.
- 1991: Die Migranten aus Subay – Türken in Deutschland: Eine Ethnographie. Klett-Cotta, Stuttgart.
- 1993: Hrsg.: Familie und Alltagskultur. Facetten urbanen Lebens in der Türkei. Frankfurt am Main (Reihe Notizen, Schriftenreihe des Instituts für Kulturanthropologie und Europäische Ethnologie Frankfurt, Bd. 41).
- 1997: Fremde in der Stadt – Zehn Essays zu Kultur und Differenz. Suhrkamp, Frankfurt am Main, ISBN 3-518-39199-2.
- 2000: Die Gottesmänner – Türkische Islamisten in Deutschland. Suhrkamp, Frankfurt am Main, zahlr. Abb., ISBN 3-518-39577-7.
- 2002: Migration und kulturelle Differenz. Studie für das Büro der Ausländerbeauftragten des Senats von Berlin. Berlin.
- 2002: Hrsg. mit Gerd Baumann, Riva Kastoryano, und Steven Vertovec: Staat, Schule, Ethnizität. Waxmann, Münster, ISBN 3-8309-1155-6.
- 2003: Migration und kulturelle Differenz. Berlin, Ausländerbeauftragte des Senats.
- 2004: Die Islamische Gemeinschaft Milli Görüs – ein Lehrstück zum verwickelten Zusammenhang von Migration, Religion und sozialer Integration. In: Klaus J. Bade, Michael Bommes, Rainer Münz (Hrsg.): Migrationsreport 2004. Fakten – Analysen – Perspektiven. Frankfurt a. M./New York, ISBN 3-593-37478-1.
- 2004: Hrsg. mit Gerd Baumann, Riva Kastoryano, und Steven Vertovec: Civil Enculturation. Nation-State, School and Ethnic Difference in four European Countries. Berghahn.
- 2004: Der cultural turn in der Ethnologie und der Kulturanthropologie. In: Friedrich Jäger, Burkhard Liebsch, Jörn Rüsen (Hrsg.): Handbuch der Kulturwissenschaften. Bd. 2, Stuttgart, ISBN 3-476-01881-4.
- 2006: Helmuth Berking (Hrsg.): Die Macht des Lokalen in einer Welt ohne Grenzen. Mit Beiträgen von Ulrich Beck, Schiffauer u. a. Campus, Frankfurt am Main, ISBN 3-593-37997-X.
- 2006: Hrsg. mit Michael Bommes: Migrationsreport 2006. Fakten – Analysen – Perspektiven. Frankfurt a. M./New York, ISBN 3-593-38176-1.
- 2008: Parallelgesellschaften. Wie viel Wertekonsens braucht unsere Gesellschaft? Für eine kluge Politik der Differenz. transcript, Bielefeld 2008, ISBN 978-3-89942-643-4.
- 2010: Nach dem Islamismus – Die Islamische Gemeinschaft Milli Görüs. Eine Ethnographie. Suhrkamp Verlag, Berlin, ISBN 978-3-518-12570-0.
- 2015: Schule, Moschee, Elternhaus. Eine ethnologische Intervention, Suhrkamp, Berlin, ISBN 978-3-518-12699-8.
- 2017: Hrsg. mit Anne Eilert u. Marlene Rudloff: So schaffen wir das – eine Zivilgesellschaft im Aufbruch. 90 wegweisende Projekte mit Geflüchteten. transcript, Bielefeld, ISBN 978-3-8376-3829-5. (als Open Access).

### Artikel
- Klammheimlicher kultureller Rassismus. Der Gedanke von der Leitkultur wird auch auf Europa übertragen. In: Die Tageszeitung. 6. November 2000 (taz.de).
- Ich bin etwas Besonderes. Wie ein junger Türke vom angepassten Gymnasiasten zum provozierenden Anhänger des fanatischen Islamisten Metin Kaplan wird. In: Die Zeit. 4. Oktober 2001 (zeit.de).
- Democratic culture and extremist Islam. Essay auf mafhoum.com. 16. Oktober 2002 (englisch, mafhoum.com).
- Das Schweigen am Rande. Wer islamistische Gemeinden verbietet, verhindert offene Diskussionen unter den Diaspora-Muslimen. In: Die Tageszeitung. 30. Januar 2003 (taz.de).
- Türken in der Tiefe des Raumes. Wie die türkischen Einwanderer zwischen Istanbul und München pendeln und so beide Länder verbinden. In: Süddeutsche Zeitung. 21. August 2003 (sueddeutsche.de).
- Schlachtfeld Frau. Die Zahl der „Ehrenmorde“ an türkisch-stämmigen Frauen nimmt in der letzten Zeit drastisch zu. Mit dem Islam haben sie wenig zu tun – aber viel mit Selbstausgrenzung. In: Süddeutsche Zeitung. 25. Februar 2005 (sueddeutsche.de).

### Interviews
- Daniel Bax: „Im Problem das Potenzial sehen“. In: Die Tageszeitung. 1. Februar 2002 (taz.de).
- Edith Kreska: „In dieser Gesellschaft gibt es einen massiven Antiislamismus“, sagt Herr Schiffauer. In: Die Tageszeitung. 6. November 2003 (taz.de).
- Sascha Tegtmeier: „Wichtiges Symbol“. Forderung nach einem muslimischen Feiertag. In: Die Tageszeitung. 17. November 2004 (taz.de).
- Stefan Heinlein: Reaktionen gegenüber Muslimen sind Panikmache. Radiointerview, Abdruck durch Die Zeit. Hrsg.: Deutschlandfunk. 2004 (zeit.de).
- Adrienne Woltersdorf: „Öffentlichkeit ist bitter nötig“. In: Die Tageszeitung. 15. August 2005 (taz.de).
- Dirk Oliver Heckmann: Kulturwissenschaftler: Islamunterricht an deutschen Schulen ist überfällig. Hrsg.: Deutschlandfunk. 30. Januar 2006 (dradio.de).
- Köhler: „Man sollte ein Bekenntnis zum Grundwertekatalog verlangen“. In: Deutschlandfunk. 23. März 2006 (dradio.de).

### Sonstiges
- Kürschners Deutscher Gelehrten-Kalender 2005. Band III, Schi-Z. München 2005.